# Dutch Darts Championship
Het Dutch Darts Championship is een darttoernooi dat onderdeel uitmaakt van de European Tour van de PDC. Het toernooi werd in 2018 voor het eerst gespeeld en kwam weer op de kalender in 2022, toen de Dutch Darts Masters onderdeel werd van de World Series of Darts. 

## Finales
| Jaar | Winnaar               | Legs               | Runner-up              | Prijzengeld        | Prijzengeld        | Plaats               | Bron               |
| Jaar | Winnaar               | Legs               | Runner-up              | Winnaar            | Runner-up          | Plaats               | Bron               |
| ---- | --------------------- | ------------------ | ---------------------- | ------------------ | ------------------ | -------------------- | ------------------ |
| 2018 | Ian White (89.23)     | 8 – 5              | Ricky Evans (89.18)    | £ 25.000           | £ 10.000           | MECC, Maastricht     |                    |
| 2019 | Werd niet gehouden    | Werd niet gehouden | Werd niet gehouden     | Werd niet gehouden | Werd niet gehouden | Werd niet gehouden   | Werd niet gehouden |
| 2020 | Werd niet gehouden    | Werd niet gehouden | Werd niet gehouden     | Werd niet gehouden | Werd niet gehouden | Werd niet gehouden   | Werd niet gehouden |
| 2021 | Werd niet gehouden    | Werd niet gehouden | Werd niet gehouden     | Werd niet gehouden | Werd niet gehouden | Werd niet gehouden   | Werd niet gehouden |
| 2022 | Michael Smith (99.44) | 8 – 7              | Danny Noppert (96.78)  | £ 25.000           | £ 10.000           | IJsselhallen, Zwolle | [ 1 ]              |
| 2023 | Dave Chisnall (99.89) | 8 – 5              | Luke Humphries (96.31) | £ 30.000           | £ 12.000           | WTC Expo, Leeuwarden | [ 2 ]              |
| 2024 | Josh Rock (89.89)     | 8 – 4              | Jonny Clayton (90.59)  | £ 30.000           | £ 12.000           | Autotron, Rosmalen   | [ 3 ]              |
| 2025 | Jonny Clayton (98.69) | 8 – 6              | Niko Springer (98.54)  | £ 30.000           | £ 12.000           | Autotron, Rosmalen   |                    |

2004 · 2005 · 2006 · 2007 · 2008 · 2009 · 2010 · 2011 · 2012 · 2013 · 2014 · 2015 · 2016 · 2017 · 2018 · 2019 · 2020 · 2021 · 2022 · 2023 · 2024 · 2025
2018 · 2022 · 2023 · 2024 · 2025